# Palos Verdes Estates
Palos Verdes Estates, fundada en 1939, es una ciudad costera ubicada en el condado de Los Ángeles en el estado estadounidense de California, Estados Unidos. Situada en la península de Palos Verdes y vecina de Rancho Palos Verdes y Rolling Hills Estates. 
La ciudad fue planificada por el reconocido arquitecto paisajista y urbanista estadounidense Frederick Law Olmsted Jr. En el año 2000 tenía una población de 13,340 habitantes y una densidad poblacional de 1,075.3 personas por km².

## Geografía
Palos Verdes Estates se encuentra ubicada en las coordenadas 33°47′13″N 118°23′48″O / 33.78694, -118.39667. Según la Oficina del Censo, la ciudad tiene un área total de 12,41 km² (4,8 mi²), de la cual 12,41 km² (4,8 mi²) es tierra y 0,1 km² (0 mi²) (1.14%) es agua.

### Localidades adyacentes
El siguiente diagrama muestra a las localidades en un radio de 8 kilómetros (5 mi) de Palos Verdes Estates.

## Demografía
Según la Oficina del Censo en 2000 los ingresos medios por hogar en la localidad eran de $123,534, y los ingresos medios por familia eran $133,563. La renta per cápita para la localidad era de $69,040. Alrededor del 2.2% de la población estaban por debajo del umbral de pobreza.

## Celebridades
- Chester Bennington aquí residía y falleció (se suicidó en su casa).